# Communauté de communes Hava'i
La communauté de communes des îles Sous-le-vent (Hava'i)  est une communauté de communes française, située dans la collectivité d'outre-mer de Polynésie française, regroupant six des sept communes des îles Sous-le-Vent : Tumaraa, Taputapuatea, Uturoa, Huahine, Tahaa et Maupiti. Seul Bora-Bora ne fait pas partie du groupement.

## Territoire communautaire
Lors de sa création en décembre 2011, la communauté de communes rassemblait les deux seules communes de Taputapuatea et Tumaraa sur l'ile de Raiatea.
En décembre 2015, le périmètre est étendu aux quatre autres communes. Seule la commune de Bora Bora reste hors du périmètre de cette intercommunalité, bien qu’elle soit le moteur économique de la région. Cela est justifié à l'époque par le franchissement du seuil de 35 000 habitants qui aurait entraîné une minoration de dotation de 50 130 686 franc Pacifique par an. À compter de 2019, l'article L.5842-8 du CGCT a corrigé cette pénalité et des réflexions sont en cours sur l’intégration ou non de Bora Bora.
La communauté de communes est composée des 6 communes suivantes :
| Nom             | Code Insee | Gentilé | Superficie (km2) | Population (dernière pop. légale) | Densité (hab./km2) |
| --------------- | ---------- | ------- | ---------------- | --------------------------------- | ------------------ |
| Tumaraa (siège) | 98754      | =       | 71               | 3 762 (2012)                      | 53                 |
| Huahine         | 98724      | =       | 74               | 6 303 (2012)                      | 85                 |
| Maupiti         | 98728      | =       | 10,5             | 1 234 (2012)                      | 118                |
| Tahaa           | 98745      | =       | 59               | 5 220 (2012)                      | 88                 |
| Taputapuatea    | 98750      | =       | 88               | 4 786 (2012)                      | 54                 |
| Uturoa          | 98758      | =       | 16               | 3 697 (2012)                      | 231                |

## Conseil communautaire
La répartition par commune des sièges au sein du conseil communautaire est défini dans les statuts (soit 30 sièges) par un commun accord entre les communes où chaque communes dispose de 5 sièges de titulaires.
| Période         | Période    | Identité       | Étiquette                                | Qualité                             |
| --------------- | ---------- | -------------- | ---------------------------------------- | ----------------------------------- |
| 20 janvier 2012 | avril 2014 | Thomas Moutame | Tapura huiraatira                        | Maire de Taputapuatea (depuis 1997) |
| 22 avril 2014   | En cours   | Cyril Tetuanui | Tapura huiraatira puis Tapura huiraatira | Maire de Tumaraa(depuis 2008)       |

## Compétences
Les statuts de la CCH prévoient explicitement six compétences dont trois qui sont obligatoires (valorisation du patrimoine historique, tourisme nautique et agriculture biologique) et trois qui sont optionnelles (gestion de la collecte et du traitement des déchets des ménages, gestion des animaux errants et gestion du transport entre les îles).
Les compétences économiques sous réserve des compétences du Pays, bien que prévus par les statuts, n'ont pas été exercés : seul un rapport de développement économique a été établi en 2016.
Dans un rapport de la Cour des comptes paru en 2022, l'action de la CC Havai est jugée assez limitée. Seul la gestion des déchets des ménages est opérationnelle, le reste se limite à la réalisation d'études. En mai 2022, quatre futurs centres de traitements des déchets sont envisagés : Raiatea (Faaroa), Huahine, Taha'a et Maupiti.
Une étude de besoin de transport entre les îles a été réalisée pour un montant de 9,81 millions de francs Pacifique avec comme sujet le tronçon maritime entre Tahiti et les îles sous le Vent en incluant la commune de Bora-Bora.